# Michael Schmid (Soziologe)
Michael Schmid (* 3. Oktober 1943 in Baden-Baden) ist ein deutscher Soziologe.

## Leben
Er erwarb 1969 den Magister Artium in Heidelberg und die Promotion 1971 zum Dr. phil. an der Universität Heidelberg. Nach der Habilitation 1977 für das Fach Soziologie an der Wirtschafts- und Sozialwissenschaftlichen Fakultät der Universität Augsburg lehrte er von 1980 bis 1995 als C-2-Professor für Soziologie in Augsburg und von 1995 bis 2008 als C-4-Professor an der Universität der Bundeswehr München.

## Schriften (Auswahl)
- Rationales Handeln und soziale Prozesse. Beiträge zur soziologischen Theoriebildung. Wiesbaden 2004, ISBN 3-531-14081-7.
- Erklärende Soziologie. Grundlagen, Vertreter und Anwendungsfelder eines soziologischen Forschungsprogramms. Wiesbaden 2010, ISBN 978-3-531-14013-1.
- Forschungsprogramme. Beiträge zur Vereinheitlichung der soziologischen Theoriebildung. Wiesbaden 2017, ISBN 3-658-17610-5.
- Der „Neue Institutionalismus“. Studien zum Vergleich seiner Forschungsprogramme. Wiesbaden 2018, ISBN 3-658-20232-7.